# Stefano Bonucci
Stefano Bonucci OSM (ur. w 1520 albo w 1521 w Arezzo, zm. 2 stycznia 1589 w Rzymie) – włoski kardynał.

## Życiorys
Urodził się w 1520 albo w 1521 roku w Arezzo, jako Agostino – syn Ludovica Bonucciego i Lucii Berghigni. W młodości wstąpił do zakonu serwitów i przyjął imię Stefano. Po przyjęciu święceń kapłańskich został wykładowcą w Padwie i Bolonii, a następnie wizytatorem generalnym w Toskanii. W 1572 roku został wybrany superiorem generalnym zakonu. 23 stycznia 1573 roku został wybrany biskupem Alatri, a rok później został przeniesiony do diecezji Arezzo. 18 grudnia 1587 roku został kreowany kardynałem prezbiterem i otrzymał kościół tytularny Santi Marcellino e Pietro. Zmarł 2 stycznia 1589 roku w Rzymie.